# Wojewódzki Szpital Zespolony w Kielcach
Wojewódzki Szpital Zespolony w Kielcach – szpital położony w zachodniej części Kielc. Pierwsze obiekty powstały w latach 1956–1968 na kieleckim Czarnowie. Z czasem placówka stawała się coraz większa, aż stała się największą w Kielcach oraz jedną z największych w Polsce.
Ze względu na lokalizację większości oddziałów, Wojewódzki Szpital Zespolony (wraz z innymi okolicznymi placówkami medycznymi) potocznie jest nazywany szpitalem na Czarnowie.

## Położenie
Wojewódzki szpital zespolony zlokalizowany jest na kieleckim Czarnowie, w zachodniej części miasta. Na północ od szpitala znajduje się ulica Grunwaldzka, na wschód budynek Wojewódzkiej Stacji Sanitarno-Epidemiologicznej, która znajduje się przy ul. Jagiellońskiej, na zachód ul. Podklasztorna, natomiast na południe ul. Jana Kamińskiego.
Ponadto, 3 budynki należące do WSZ znajdują się w Centrum: Klinika Rehabilitacji (ul. Tadeusza Kościuszki), Klinika Chorób Zakaźnych i Klinika Dermatologii oraz Zakład Medycyny Sądowej (oba znajdują się przy ul. Radiowej).

## Historia

### Pierwsze lata
Pierwsze budynki Wojewódzkiego Szpitala Zespolonego były budowane w latach 1956-1968. Powstawał on wówczas równocześnie z budowanymi od zera zachodnimi osiedlami Kielc (Czarnów, Osiedle Jagiellońskie) oraz drogami (m.in. ulicami Grunwaldzką i Jagiellońską). Najstarszy budynek jest cały czas w użyciu, a do niego dobudowywano kolejne oddziały i bloki.

### Lata 2000–2015
Szpital znacznie powiększył się w XXI wieku. 1 lutego 2010 roku WSZ przejął oddziały Wojewódzkiego Specjalistycznego Zespołu Opieki Neuropsychiatrycznej. We wrześniu tego samego roku zostały oddane 2 nowe oddziały – Oddział Kardiochirurgiczny i Oddział Neurochirurgii. 1 listopada 2011 roku działalność rozpoczęło Świętokrzyskie Centrum Neurologii. W 2015 roku doszło do połączenia z Wojewódzkim Specjalistycznym Szpitalem Dziecięcym w Kielcach, który znajdował się przy ul. M. Langiewicza, przez co Wojewódzki Szpital Zespolony stał się jednym z największych podmiotów leczniczych w Polsce.

### Rozbudowa systemu drogowego w okolicy WSZ i ŚCO
Pod koniec 2022 roku rozpoczęto prace nad remontem i rozbudową ulic w okolicy WSZ i ŚCO – Artwińskiego i Kamińskiego oraz fragmentów Karczówkowskiej, Jagiellońskiej i Podklasztornej. Koszt realizacji zadania wynosi 32,8 mln zł i planowo miały być realizowane do 2024 roku. Ostatecznie jednak remont zakończył się w grudniu 2023 roku.

### Po 2023 roku
Na początku 2025 roku oddano do użytku nowy oddział porodowy.

## Oddziały
Wojewódzki Szpital Zespolony posiada wiele oddziałów, klinik, poradni i działów, których łącznie jest 74. Można je podzielić na 8 kategorii:
- Świętokrzyskie Centrum Pediatrii[11],
- Świętokrzyskie Centrum Kardiologii[12],
- Świętokrzyskie Centrum Neurologii[13],
- kliniki[14],
- Szpitalny Oddział Ratunkowy (SOR)[15],
- Dział Diagnostyki Obrazowej[16],
- poradnie dziecięce[17],
- poradnie dorosłe[18].

Większość z nich znajduje się na kieleckim Czarnowie, pojedyncze na Śródmieściu.

## Komunikacja miejska
W okolicy głównych obiektów Wojewódzkiego Szpitala Zespolonego znajduje się 14 przystanków autobusowych, które zlokalizowane są na ulicach: Jagiellońskiej, Grunwaldzkiej, Artwińskiego, Kamińskiego i Podklasztornej. Są one obsługiwane przez 17 linii autobusowych: 1, 5, 8, 23, 27, 28, 29, 31, 35, 46, 50, 51, 102, 107, 108, Z, N1.
Ponadto, na ulicy S. Artwińskiego, która znajduje się między budynkami szpitala, znajduje się przystanek końcowy dla linii 50, 51 i 107.
Najbliżej budynków przy ulicy Radiowej autobusy kursują na al. IX Wieków Kielc. Jest to 13 linii (10, 11, 14, 21, 24, 25, 26, 38, 41, 43, 47, 51, F). Do obiektu przy ulicy Kościuszki nie da się dojechać komunikacją miejską.